# Veteheia
Die Veteheia (norwegisch für Steinhügelhöhe) ist ein unvereister, felsiger Berg in der Schirmacher-Oase des ostantarktischen Königin-Maud-Lands.
Wissenschaftler des Norwegischen Polarinstituts benannten ihn.